# تيتسويا أندو (مخرج)
تيتسويا أندو (باليابانية: えんどうてつや) هو كاتب سيناريو ومخرج ياباني، ولد في 7 سبتمبر 1960 في طوكيو في اليابان.

## وصلات خارجية
- تيتسويا أندو على موقع IMDb (الإنجليزية)
- تيتسويا أندو على موقع قاعدة بيانات الفيلم (الإنجليزية)
- تيتسويا أندو على موقع كينوبويسك (الروسية)
- تيتسويا أندو على موقع ANN person (الإنجليزية)